# Fausto Cabrera
Fausto Cabrera Díaz (Las Palmas, 4 de octubre de 1924 - Bogotá, 10 de octubre de 2016) fue un actor de cine, teatro y televisión, director de teatro, escritor y poeta español, nacionalizado colombiano. Participó en la fundación de la televisión colombiana. Durante 9 años fue uno de los primeros directores de planta de la Televisora Nacional de Colombia, junto con el Maestro Bernardo Romero Lozano, fue director del Teatro de Cámara, Fundador del Teatro El Búho y del Teatro del Distrito de Bogotá, Director y actor de diversas Compañías de Teatro. Fueron famosos sus programas de televisión, radio, poesía y teatro.

## Biografía
Español, hijo de una familia de abolengo militar, nieto de un Coronel del antiguo Cuerpo del Estado Mayor del Rey, Antonio Díaz Benzo, y sobrino del Comandante del Ejército del Aire de Cataluña, Felipe Díaz Sandino.
Fausto Cabrera estudió en Francia, junto a su hermano Mauro Cabrera, cuando su tío Felipe Díaz Sandino era Agregado Militar de España en Francia. Después del ilegal golpe militar de Franco apoyado por Hitler, huyó de España, su patria, con sus queridos hermanos Olga, Mauro, su tío Felipe y su padre Domingo. Después de pasar por varios países solicitando asilo, llegó a Colombia, se enamoró de Luz Elena Cárdenas, se casó y se quedó, nacieron sus dos primeros hijos Marianella y Sergio.
Se hizo colombiano de pasaporte y de corazón. Participó en la fundación de la televisión colombiana. Durante 9 años fue uno de los primeros Directores de planta de la Televisora Nacional de Colombia, junto con el Maestro Bernardo Romero Lozano, fue director del Teatro de Cámara, Fundador del Teatro El Búho y del Teatro del Distrito de Bogotá, Director y actor de diversas Compañías de Teatro. Fueron famosos sus programas de televisión, radio, poesía y teatro.
"La Imagen y el Poema" fue célebre en el mundo cuando Fausto Cabrera interpretaba en la Televisión colombiana los poemas, mientras el maestro Fernando Botero los recreaba pintando. Fue asistente de dirección y colaborador del maestro japonés Seki Sano, fundador de la Escuela de Artes Escénicas de la Televisora Nacional.
Revolucionario siempre. Luchador incansable contra la injusticia, haciendo honor al lema de la familia: "Vive la Vida de tal suerte que viva quede tras la muerte." En el cine, el personaje que catapultó a Fausto Cabrera a nivel internacional y que ganó innumerables premios en reconocidos festivales internacionales fue el de Jacinto en la película "La Estrategia del Caracol", dirigida por su hijo Sergio Cabrera, el papel protagónico de Fausto Cabrera, un Anarquista-Republicano, un revolucionario que luchaba por un mundo mejor, un papel hecho a su medida, que revivió su historia de exiliado, como víctima de la Guerra Civil española y el franquismo.
Parte importante de sus actividades profesionales se desarrollaron en China. Fue el primer hispano-colombiano contratado por el gobierno chino como funcionario. Durante varios años, en la década de los 60s y 70s, se desempeñó como maestro en el Instituto de Lenguas Extranjeras No.1, hoy Universidad de Lenguas Extranjeras de Pekín. Se graduó en la Universidad de Deportes de Beijing, como formador en la ciencia del Tai Ji Quan 太极拳  (Tai Chi Chuan), del cual edita un libro en español, sobre cómo desarrollar este arte marcial y físico chino en Occidente. Fue promotor en las relaciones bilaterales chino-colombianas creando el Cine Club Colombo Chino y recientemente invitado notable en la apertura del segundo Instituto Confucio, donde interpretó poemas de la Literatura China. 
De su segundo matrimonio con Nayibe Isaza, nació su hija Lina. China es un antes y un después en la vida de este artista. Fausto Cabrera inculcó en sus hijos Sergio, Marianella y Lina, quienes vivieron y estudiaron en China, el idioma mandarín y un fuerte aprecio por el pueblo chino.
Para rememorar la trayectoria y apasionante vida del maestro Fausto Cabrera, en un sentido homenaje, el Ministerio de Cultura, le otorgó el Premio Vida y Obra en el año 2004, por toda su carrera y contribución al desarrollo de la cultura en Colombia.

## Obras
- Una Vida, Dos Exilios (publicada en 1993).
- Poesías